# Andy McGann
Andy McGann (The Bronx (New York), 10 mei 1928) is een Amerikaanse traditionele violist.
Hij speelt voornamelijk Ierse muziek. Met zijn vriend de Ierse violist Paddy Reynolds ging hij aan het werk en verzorgden honderden feesten, bruiloften en andere partijtjes met hun spel. Zij werden daarbij geholpen door Larry Redican. Zij werden de kern van de New York Ceili Band, een ensemble waar ook button accordeon speler Paddy O’Brien, Galway fluit speler Jack Coen en een jonge pianist Felix Dolan deel uitmaakten. In 1977 gingen Paddy Reynolds en Andy en gitarist Paul Brady een opname maken in een studio, wat later tot een van beste Ierse viool-duetten gerekend zou worden.

## Discografie
- My Love is in America, met Paddy Reynolds en Paul Brady, 1977

- Irish Fiddle and Guitar, Andy McGann & Paul Brady, 1992

- A Tribute to Michael Coleman, 1994

- Andy McGann & Paddy Reynolds, met Paul Brady op gitaar, 1994

- It's a Hard Road to Travel, met Paul Brady, 1995

- The Funny Reel, Traditional Music of Ireland, 1995